# San Giovanni del Toro (Ravello)
A San Giovanni del Toro-templom Ravello egyik jelentős műemléke.

## Története
A templomot 1018-ban alapították a Pironti, Muscettola és Rogadeo nemesi családok, valószínűleg egy korábbi templom helyén. A templom egy Scalára néző sziklaszirten áll. A templom a Toro-negyed egykori főutcája végében épült fel, ahol a legtöbb nemesi család rezidenciája állt. Neve onnan származik, hogy építésekor a telek a Toro család birtoka volt. Valószínű, hogy egyes szakrális szertartásokat (mint például temetés) a későbbiekben is végeztek benne, de a legjelentősebb szertartások helyszíne hatvan évvel később az újonnan megépült dóm lett. A templomban megtalált emlékek (berendezési tárgyak, freskók, temetkezési márványlapok) arra utalnak, hogy a San Giovanni del Toro kb. 1450-ig fontos szerepet játszott Ravello vallási életében. Noha 1018-ban alapították, az 1100-as években máris jelentősen átépítették, valamint a fennmaradt dokumentumok tanúsága szerint 1276-ban újra felszentelték.
A számos átalakítás ellenére megőrizte zord építészeti formáit, amiket a III. Viktor pápa idejében történt átépítések során kapott. A spártai templombelsőt Alfano Tremoli 1060-ból származó faragott szószéke díszíti. A háromhajós templom egyéb látnivalói a 13. század középéről származó karzat, valamint számos nemesi család sarjának a sírja.